# Borobia
Borobia és un municipi de la província de Sòria, a la comunitat autònoma de Castella i Lleó. És proper a la província de Saragossa i limita amb Ciria, Pomer, Noviercas, Ólvega i Beratón.

## Demografia
| 1991 | 1996 | 2001 | 2004 |
| ---- | ---- | ---- | ---- |
| 442  | 406  | 364  | 347  |